# Torquay United Football Club
Il Torquay United Football Club è una società di calcio di Torquay, città del Devon, in Inghilterra, militante nella National League South. 
La squadra è soprannominata The Gulls e ha il giallo e il blu come colori sociali.
Forte è la rivalità con le altre principali squadre del Devon: l'Exeter City e soprattutto il Plymouth Argyle, ciò benché queste squadre siano state incontrate di rado, militando in categorie diverse.
Il Torquay United è una delle squadre inglesi che agli inizi del 2000 ha risentito di meno del calo degli introiti della televisione a pagamento, riuscendo sempre ad evitare di indebitarsi.
Lo stadio dove gioca le sue partite interne è il Plainmoor che ha una capacità di 6.500 spettatori.

## Storia
La società è stata fondata nel 1898 e ha militato lungamente in terza e quarta divisione. Il massimo traguardo raggiunto è stato la promozione nella Football League One (terzo livello del calcio inglese), nella stagione 2003/2004, da dove però è subito retrocessa ritornando nella Football League Two. Nella stagione 2006/2007 non è riuscita ad evitare una nuova retrocessione, questa volta nella Conference National, da dove mancava da ottant'anni.
Alla stagione 1986-1987 del Torquay è dedicata una puntata della serie Losers di Netflix, pubblicata in Italia nel marzo del 2019.

## Allenatori
- Billy Butler (1945-1946)
- Jack Butler (1946-1947)
- Bob John (1950)
- Alex Massie (1950-1951)
- Frank O'Farrell (1965-1968)
- Allan Brown (1969-1971)
- Malcolm Musgrove (1973-1976)
- Frank O'Farrell (1976-1977)
- Frank O'Farrell (1981-1982)
- Bruce Rioch (1982-1984)
- David James Webb (1984-1985)
- John Sims (1985)
- Cyril Knowles (1987-1989)
- Neil Warnock (1993)
- Don O'Riordan (1993-1995)
- Wes Saunders (1998-2001)
- Colin Lee (2001)
- Roy McFarland (2001-2002)
- Leroy Rosenior (2002-2006)
- Ian Atkins (2006)
- John Cornforth (2006)
- Luboš Kubík (2006-2007)
- Keith Curle (2007)
- Leroy Rosenior (2007)
- Gary Owers (2017-2018)
- Gary Johnson (2018-)

## Palmarès

### Competizioni nazionali
- National League South: 1

2018-2019
- Southern Football League: 1

1926-1927

### Competizioni regionali
- South Devon Football League: 1

1908-1909
- Plymouth and West Devon Combination: 1

1911-1912
- Devon Senior Cup: 2

1910-1911, 1921-1922

## Statistiche

### Statistiche individuali
| Record di presenze - 473 Dennis Lewis (1947-1959) - 443 Tommy Northcott (1949-1952, 1957-1966) | Record di reti 219 Sammy Collins (1948-1958) 150 Tommy Northcott (1949-1952, 1957-1966) 133 Robin Stubbs (1963-1969, 1972-1974) |

## Organico

### Rosa 2016-2017
| N. |                        | Ruolo | Calciatore            |
| -- | ---------------------- | ----- | --------------------- |
| 1  | Stati Uniti (bandiera) | P     | Brendan Moore         |
| 2  | Inghilterra (bandiera) | D     | Durrell Berry         |
| 3  | Inghilterra (bandiera) | D     | Lathaniel Rowe-Turner |
| 4  | Inghilterra (bandiera) | C     | Damon Lathrope        |
| 5  | Australia (bandiera)   | D     | Giancarlo Gallifuoco  |
| 6  | Inghilterra (bandiera) | D     | Ben Gerring           |
| 7  | Inghilterra (bandiera) | D     | Sam Chaney            |
| 8  | Inghilterra (bandiera) | C     | Luke Young            |
| 9  | Inghilterra (bandiera) | A     | Shaun Harrad          |
| 10 | Giamaica (bandiera)    | C     | Courtney Richards     |
| 11 | Inghilterra (bandiera) | C     | Dan Sparkes           |
| 12 | Inghilterra (bandiera) | C     | Aman Verma            |

| N. |                           | Ruolo | Calciatore      |
| -- | ------------------------- | ----- | --------------- |
| 14 | Inghilterra (bandiera)    | A     | Brett Williams  |
| 15 | Irlanda (bandiera)        | D     | Sean McGinty    |
| 16 | Giamaica (bandiera)       | C     | Charlie Duke    |
| 17 | Inghilterra (bandiera)    | D     | Myles Anderson  |
| 19 | Irlanda (bandiera)        | A     | Ruairi Keating  |
| 20 | Inghilterra (bandiera)    | D     | Jared Hodgkiss  |
| 21 | Inghilterra (bandiera)    | C     | Gianni Crichlow |
| 22 | Rep. del Congo (bandiera) | A     | Joel Ambalu     |
| 23 | Inghilterra (bandiera)    | D     | Will Hancox     |
| 31 | Inghilterra (bandiera)    | P     | Jordan Lee      |
| 32 | Inghilterra (bandiera)    | D     | Aarran Racine   |
| 33 | Inghilterra (bandiera)    | D     | Kevin Nicholson |

### Rosa 2015-2016
| N. |                        | Ruolo | Calciatore        |
| -- | ---------------------- | ----- | ----------------- |
| 1  | Inghilterra (bandiera) | P     | Grant Fisher      |
| 3  | Inghilterra (bandiera) | D     | Dan Butler        |
| 4  | Inghilterra (bandiera) | C     | Josh Rees         |
| 5  | Inghilterra (bandiera) | D     | Angus MacDonald   |
| 6  | Inghilterra (bandiera) | D     | Exodus Geohaghon  |
| 7  | Inghilterra (bandiera) | C     | Iffy Allen        |
| 8  | Inghilterra (bandiera) | C     | Luke Young        |
| 10 | Inghilterra (bandiera) | C     | Danny Racchi      |
| 12 | Inghilterra (bandiera) | A     | Jordan Chapell    |
| 13 | Inghilterra (bandiera) | C     | Toby Ajala        |
| 14 | Inghilterra (bandiera) | A     | Ashley Yeoman     |
| 15 | Inghilterra (bandiera) | A     | Liam Prynn        |
| 16 | Giamaica (bandiera)    | C     | Courtney Richards |
| 17 | Inghilterra (bandiera) | A     | Nathan Blissett   |

| N. |                        | Ruolo | Calciatore        |
| -- | ---------------------- | ----- | ----------------- |
| 18 | Inghilterra (bandiera) | D     | Nathan Smith      |
| 19 | Inghilterra (bandiera) | D     | Sam Chaney        |
| 20 | Inghilterra (bandiera) | D     | Oneil Odofin      |
| 21 | Inghilterra (bandiera) | P     | Dan Lavercombe    |
| 22 | Inghilterra (bandiera) | D     | Ben Gerring       |
| 24 | Inghilterra (bandiera) | D     | Kevin Nicholson   |
| 25 | Inghilterra (bandiera) | C     | Aman Verma        |
| 27 | Inghilterra (bandiera) | C     | Fergus Bell       |
| 28 | Inghilterra (bandiera) | A     | Andre Wright      |
| 29 | Inghilterra (bandiera) | D     | Durrell Berry     |
| 30 | Inghilterra (bandiera) | A     | Sean Finch        |
| 31 | Inghilterra (bandiera) | P     | Scott Corderoy    |
|    | Inghilterra (bandiera) | A     | John-Prince Rylah |
|    | Stati Uniti (bandiera) | P     | Brendan Moore     |

### Rosa 2013-2014
| N. |                        | Ruolo | Calciatore       |
| -- | ---------------------- | ----- | ---------------- |
| 1  | Inghilterra (bandiera) | P     | Michael Poke     |
| 2  | Inghilterra (bandiera) | D     | Dale Tonge       |
| 3  | Inghilterra (bandiera) | D     | Kevin Nicholson  |
| 4  | Australia (bandiera)   | D     | Aaron Downes     |
| 5  | Inghilterra (bandiera) | D     | Krystian Pearce  |
| 6  | Inghilterra (bandiera) | D     | Damon Lathorpe   |
| 7  | Inghilterra (bandiera) | C     | Lee Mansell      |
| 8  | Inghilterra (bandiera) | A     | Ben Harding      |
| 9  | Inghilterra (bandiera) | A     | Karl Hawley      |
| 10 | Galles (bandiera)      | C     | Billy Bodin      |
| 11 | Inghilterra (bandiera) | C     | Courtney Cameron |
| 12 | Italia (bandiera)      | A     | Federico Giunta  |

| N. |                        | Ruolo | Calciatore       |
| -- | ---------------------- | ----- | ---------------- |
| 13 | Inghilterra (bandiera) | P     | Martin Rice      |
| 14 | Inghilterra (bandiera) | C     | Ashley Yeoman    |
| 15 | Inghilterra (bandiera) | A     | Nial Thompson    |
| 19 | Inghilterra (bandiera) | C     | Paul McCallum    |
| 20 | Galles (bandiera)      | C     | Nathan Craig     |
| 21 | Inghilterra (bandiera) | D     | Thomas Cruise    |
| 23 | Inghilterra (bandiera) | A     | Ade Azeez        |
| 26 | Inghilterra (bandiera) | A     | Elliot Benyon    |
| 29 | Irlanda (bandiera)     | D     | Anthony O'Connor |
| 30 | Inghilterra (bandiera) | D     | Kyrtis MacKenzie |
| 36 | Francia (bandiera)     | C     | Damien Mozika    |

### Rosa 2011-2012
| N. |                             | Ruolo | Calciatore            |
| -- | --------------------------- | ----- | --------------------- |
| 1  | Austria (bandiera)          | P     | Robert Olejnik        |
| 2  | Inghilterra (bandiera)      | D     | Lathaniel Rowe-Turner |
| 3  | Inghilterra (bandiera)      | D     | Kevin Nicholson       |
| 4  | Inghilterra (bandiera)      | D     | Mark Ellis            |
| 6  | Inghilterra (bandiera)      | D     | Brian Saah            |
| 7  | Inghilterra (bandiera)      | C     | Lee Mansell           |
| 8  | Inghilterra (bandiera)      | A     | Ryan Jarvis           |
| 9  | Inghilterra (bandiera)      | A     | Rene Howe             |
| 10 | Irlanda del Nord (bandiera) | C     | Eunan O'Kane          |
| 11 | Irlanda (bandiera)          | C     | Ian Morris            |
| 12 | Inghilterra (bandiera)      | D     | Daniel Leadbitter     |
| 13 | Inghilterra (bandiera)      | P     | Martin Rice           |

| N. |                        | Ruolo | Calciatore      |
| -- | ---------------------- | ----- | --------------- |
| 14 | Inghilterra (bandiera) | C     | Lloyd Macklin   |
| 16 | Inghilterra (bandiera) | A     | Chris McPhee    |
| 17 | Inghilterra (bandiera) | C     | Saul Halpin     |
| 18 | Inghilterra (bandiera) | C     | Joe Oastler     |
| 19 | Inghilterra (bandiera) | C     | Danny Stevens   |
| 20 | Galles (bandiera)      | C     | Nathan Craig    |
| 21 | Inghilterra (bandiera) | D     | Angus MacDonald |
| 22 | Inghilterra (bandiera) | C     | Damon Lathrope  |
| 23 | Kenya (bandiera)       | A     | Taiwo Atieno    |
| 24 | Inghilterra (bandiera) | A     | Ashley Yeoman   |
| 25 | Inghilterra (bandiera) | D     | Ed Palmer       |
| 27 | Inghilterra (bandiera) | A     | Ray Spear       |

### Rosa 2007-2008
| N. |                        | Ruolo | Calciatore       |
| -- | ---------------------- | ----- | ---------------- |
| –  | Canada (bandiera)      | P     | Simon Rayner     |
| –  | Inghilterra (bandiera) | P     | Martn Rice       |
| –  | Inghilterra (bandiera) | D     | Paul Hinshelwood |
| –  | Inghilterra (bandiera) | D     | Kevin Nicholson  |
| –  | Scozia (bandiera)      | D     | Chris Robertson  |
| –  | Galles (bandiera)      | D     | Chris Todd       |
| –  | Inghilterra (bandiera) | D     | Steve Woods      |
| –  | Inghilterra (bandiera) | C     | Chris Hargreaves |

| N. |                        | Ruolo | Calciatore      |
| -- | ---------------------- | ----- | --------------- |
| –  | Inghilterra (bandiera) | C     | Kevin Hill      |
| –  | Inghilterra (bandiera) | C     | Matthew Hockley |
| –  | Inghilterra (bandiera) | C     | Lee Mansell     |
| –  | Inghilterra (bandiera) | C     | Darren Mullings |
| –  | Grenada (bandiera)     | A     | Tony Bedeau     |
| –  | Inghilterra (bandiera) | A     | Elliott Benyon  |
| –  | Inghilterra (bandiera) | A     | Lee Phillips    |
| –  | Inghilterra (bandiera) | A     | Tim Sills       |